# Labour and Co-operative Party
Pour les articles homonymes, voir Labour (homonymie) et Llafur (homonymie).
Labour and Co-operative Party (abrégé en Labour Co-op, Llafur a’r Blaid Gydweithredol en gallois) est une étiquette utilisée par des candidats à des élections britanniques se présentant avec le soutien du Parti travailliste et du Parti coopératif.

## Description
L’étiquette de Labour and Co-operative Party (littéralement « Travailliste et Parti coopératif » ou « Parti travailliste et coopératif ») est régulée par la Commission électorale depuis sa création. Il s’agit d’une description partagée (joint description en anglais) entre le Parti travailliste et le Parti coopératif,.
Le dernier accord entre le Parti travailliste et le Parti coopératif (2003) distingue deux types de candidats :
- les candidats parlementaires (parliamentary candidates), désignés selon les règles du Parti travailliste dans les sections de circonscriptions, qui doivent signer une déclaration prescrite ;
- les candidats de gouvernement local (local government candidates), également désignés selon les règles du Parti travailliste.